# Martimbang
Martimbang is een bestuurslaag in het regentschap Pematang Siantar van de provincie Noord-Sumatra, Indonesië. Martimbang telt 3471 inwoners (volkstelling 2010).